# L'Atoll
Pour les articles homonymes, voir Atoll (homonymie).
L'Atoll est un complexe commercial à vocation régionale principalement spécialisé dans l'équipement de la maison, situé à Beaucouzé, en périphérie ouest d'Angers (Maine-et-Loire).  
Ouvert en avril 2012, il est le plus grand centre commercial du Grand Ouest avec 71 000 m2 de surface commerciale, devant Atlantis le Centre à Saint-Herblain.
Situé sur la rocade Ouest d'Angers entre le Contournement Nord d'Angers et la RD 323 (ex-RN23), le parc, dont le rayonnement dépasse la zone de chalandise d'Angers pour toucher 550 000 habitants, est réalisé et géré par la Compagnie de Phalsbourg qui en est le propriétaire. 
Les travaux débutent dans le courant de l'année 2009 pour les routes, pour un investissement estimé à environ 170 millions d'euros fin 2008.
Le centre commercial accueille entre 10 et 15 millions de clients par an. Il compte en 2015 un total de 64 enseignes employant 800 employés, soit environ 11 employés à l'hectare.[réf. nécessaire]

## Architecture
Conçu par les architectes parisiens Antonio Virga et Vincent Parreira à la demande des villes d'Angers et de Beaucouzé, de la Communauté d'agglomération d'Angers Loire Métropole, de la Chambre de commerce et d'industrie et de la Société d'aménagement de la région d'Angers (SARA), ce complexe d'une superficie de 91 000 m2, dont 71 000 m2 de surface commerciale (dimensions proches de deux fois le Stade de France ou trois fois la surface d'Espace Anjou) a une forme d'ellipse avec en son centre-jardin une partie de l'offre de stationnement semi-enterrée.
D'immenses portes d'entrée, recouvertes d'une résille perforée de couleur blanche nacrée, permettent d'accéder au complexe.
L'Atoll est l'un des premiers parc commercial qui est qualifié d'« éco-parc » par la ville d'Angers : prise en compte du bruit, galerie fermée et réservée aux livraisons, économies d'énergie, gestion des eaux pluviales, panneaux solaires photovoltaïques, isolation thermique.
L'Atoll est présenté pour obtenir le label Valorpark, qui récompense les parcs d’activités commerciales réalisé dans « des critères d'aménagement de qualité ». La Commission d’Attribution du Label Valorpark juge le projet labellisable le 5 novembre 2009.

## Historique
En avril 2009, la date d'ouverture prévue est décalée de septembre 2011 au mois de mars 2012.
En novembre 2010, la première pierre est posée symboliquement par les élus locaux, notamment le maire d'Angers Jean-Claude Antonini, et par Philippe Journo, président-directeur général de la Compagnie de Phalsbourg.
En avril 2012, L'Atoll ouvre ses portes. La veille de l'ouverture officielle, un feu d'artifice tiré depuis les bâtiments rassemble près de 5 000 personnes dans le centre commercial. Le centre ouvre officiellement le 4 avril. Les responsables du centre annoncent que près de 90 000 personnes se sont déplacées à L'Atoll le samedi suivant l'ouverture.
Après 6 mois d'exploitation, le directeur de la communication de la Compagnie de Phalsbourg annonce le chiffre de 3 200 000 visiteurs, dont 1 100 000 pendant le mois d'avril suivant l'ouverture, 600 000 en mai puis un rythme de croisière de près 500 000 visiteurs par mois environ. De nouvelles enseignes sont prévus pour la fin de l'année 2012.
Après un an d'exploitation, la Compagnie de Phalsbourg annonce 6 000 000 de visiteurs. Afin de faire face à l'affluence de véhicules certains jours, 700 places de parking supplémentaires ont été créées, portant l'ensemble des places disponibles à 3 400.

## Accès

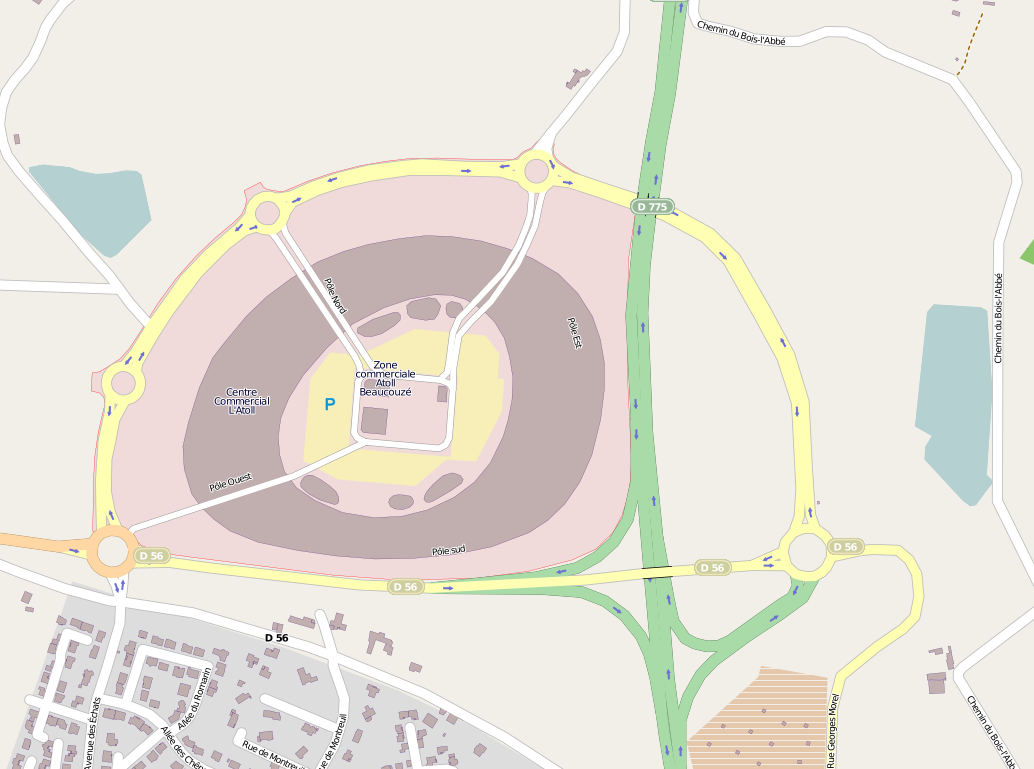
Carte de L'Atoll et de ses accès.

### Route
L’Atoll est entouré d’une route circulaire reliée au réseau routier préexistant par cinq ronds-points. Trois de ces ronds-points permettent d’accéder au parking central de l’Atoll. La partie sud de la route circulaire est constituée par la route départementale 56.
L’accès nord peut se faire par la sortie  17 Angers-Ouest de l'autoroute A11 donnant sur la rocade Ouest d'Angers (RD 775) menant à la route circulaire au niveau de la RD 56 via un échangeur.
L’accès sud peut se faire par le réseau routier de la commune de Beaucouzé, notamment par l’avenue des Échats donnant sur le rond-point sud-ouest.

### Transport en commun
Le centre commercial était  desservi par la ligne 4 du réseau urbain Irigo (Beaucouzé ↔ Saint-Barthélemy) du lundi au samedi. Dorénavant la ligne E20 remplace l'ancienne ligne 4 depuis la gare d Angers Saint-Laud 
Dans le cadre du projet de création de la deuxième ligne de tramway de l'agglomération, il a été envisagé que cette ligne desserve l'Atoll. La desserte du centre-ville de Beaucouzé a finalement été préférée au centre commercial, selon les souhaits du maire de la commune, par un vote du conseil de l'agglomération en juin 2010.